# AVIA FL.3
AVIA FL.3 (kasnije poznat kao Lombardi FL.3) je bio talijanski avion dvosjed s jednim krilom, projektiran u zrakoplovnoj tvrtki AVIA (Anonima Vercellese Industria Aeronautica). 

## Razvoj
FL.3 je jednostavan niskokrilni jednokrilac s fiksnim podvozjem pokretan jednim Continental C-85 klipnim motorom od 85KS (63kW). U kabini su pilot i putnik sjedili jedan do drugoga a zrakoplov je mogao imati otvorenu ili zatvorenu kabinu. Prvi zrakoplov je poletio 1939. godine a njegova proizvodnja je privremeno obustavljena kada je počeo Drugi svjetski rat. Proizvodnja je nastavljena i nakon rata 1947. kada je tvrtku preuzeo Lombardi. Do 1948. proizvedeno je oko 700 zrakoplova.
1953. licencu aviona FL.3 preuzima Meteor i s manjim redizajnom proizvodi Meteor FL.53. Slijedi FL.54 s tri sjedišta i Lycoming motorom od 135KS. Proizvađani su i četverosjedi FL.55 pokretani s Lycoming motorom od 150KS (112kw) ili 180KS (134kW).

## Inačice
- AVIA FL.3 – je proizvodna inačica s C.N.A. motorom od 60KS (45kW).
- Lombardi FL.3 – je proizvodna inačica tvrtke Lombardi.
- Meteor FL.53 – je izmijenjena inačica izgrađivana u tvrtki Meteor pokretana s Continental motorom od 65KS (48kW). Izrađeno je osam aviona.
- Meteor FL.53BM - FL.53 s Continental motorom od 90KS (67kW). Izrađeno je četiri aviona.
- Meteor FL.54 – je inačica s tri sjedišta s Continental C90-12F motorom od 90KS (67kW). Izrađeno je 53 aviona.
- Meteor FL.55 – je inačica s četiri sjedišta s Lycoming motorom od 135KS (100kW). Izrađeno je četiri aviona.
- Meteor FL.55BM – je FL.55 s Lycoming motorom od 150KS (112kW). Izrađeno je 10 aviona.
- Meteor FL.55CM – je FL.55 s Lycoming motorom od 180KS (134kW). Izrađen je jedan avion.
- Meteor Super – je FL.55 s četiri sjedišta i povećanim vertikalnim stabilizatorom, pokretan s Meteor Alpha motorom od 220KS. Izrađen je jedan avion.
- Meteor Bis – je dvosjed inačica s Meteor Alpha 2 motorom od 110KS.

## Korisnici
- NDH - Zrakoplovstvo NDH
- Treći Reich - Luftwaffe (zarobljeni zrakoplovi)
- Kraljevina Italija - Regia Aeronautica

## Tehničke karakteristike (FL.3)
Izvori podataka: The Illustrated Encyclopedia of Aircraft (Part Work 1982.-1985.), 1985., Orbis Publishing, strana 2380
Osnovne karakteristike
- posada: 1
- dužina: 6,35 m
- raspon krila: 9,85 m
- površina krila: 14,35 m2
- visina: 1,7 m

Letne karakteristike
- najveća brzina: 195 km/h
- dolet: 555 km
- najveća visina leta: 6.000 m
- motor: 1 × Continental C-85 s četiri cilindra